# Telespazio
Telespazio S.p.A.,  una società partecipata da Leonardo (67%) e da Thales (33%), è uno dei leader europei e tra i principali operatori al mondo nel campo dei servizi satellitari, geoinformazione e sistemi di navigazione in rete. La società ha la sua direzione generale a Roma e può contare su circa 2 500 dipendenti, e un capitale sociale di 50 milioni di euro, disponendo di una rete internazionale di centri spaziali e teleporti.

## Generalità
La società fornisce servizi a istituzioni, aziende e cittadini gestendo la progettazione e lo sviluppo di sistemi spaziali, servizi di lancio e controllo in orbita dei satelliti, servizi di osservazione della Terra, comunicazioni integrate, navigazione e sistema di localizzazione satellitare, attraverso le linee di business Satellite Communications, Geo Information e Satellite Systems and Operations, giungendo fino alla gestione di programmi scientifici complessi, anche attraverso una rete di sussidiarie presente in Europa, Argentina e Brasile.
Nella cornice del generale riassetto organizzativo del gruppo Finmeccanica portato avanti da Alessandro Pansa, il 22 febbraio 2013 l'ex numero uno di Thales Alenia Space Italia fu chiamato a succedere a Carlo Gualdaroni. Prima che Alenia Spazio assumesse la denominazione di Thales Alenia Space Italia, Luigi Pasquali fu il responsabile della "Divisione Telecomunicazioni" che si occupava dei sistemi satellitari di telecomunicazione per la difesa, la sicurezza, gli impieghi commerciali e per lo sviluppo della banda larga. Fra le applicazioni della tecnologia satellitare in campo civile, potenzialmente a duplice scopo se prodotte e commissionate in altri programmi, a partire dal 2014 si registrano:
- monitoraggio ambientale-meteorologico-climatico e gestione delle emergenze, mediante sensori flessibili ad alta precisione nei piccoli spazi:[6] controllo dell'attuazione della PAC (Politica agricola comune dell'Unione europea) e agricoltura di precisione, supporto alle protezioni civili mondiali in scenari di disastro o calamità, previsioni e analisi per il servizio dell'Aeronautica Militare, in collaborazione con il Ministero delle politiche agricole alimentari e forestali;[7][8]
- gestione dei satelliti, e gestione dei dati osservati: big data e raccolta di informazioni visive sullo stato del pianeta, tramite reti di mini-satelliti basati su alta risoluzione e frequenza delle immagini.[9][10][11][12]

L'attività, nata negli anni sessanta in ambito militare, si sarebbe progressivamente estesa ad applicazioni nei settori civili, ulteriormente integrabile con i big data raccolti da sorgenti informative di terra.
- riduzione del divario digitale nei Paesi sottosviluppati, mediante banda larga satellitare.[14]

Telespazio aderisce a Eurospace, l'associazione europea dei principali produttori del settore aerospazio, con i quali partecipa ai maggiori programmi dell'Unione europea: Copernicus attraverso la missione Sentinel-3, Galileo, EGNOS e Space Situational Awareness, Government Satellite Communication (GOVSATCOM) per le comunicazioni sicure dei servizi istituzionali. Fino al 2020 lo stanziamento di bilancio per il settore spaziale proposto dalla Commissione europea, e autorizzato dall'Europarlamento, ammontava a 12,5 miliardi di euro. Per le nuove attività collegate alla difesa, Eurospace in base alle proprie stime ha chiesto alla Commissione UE di incrementare la cifra a 20 miliardi per il programma pluriennale 2020-2027.
Telespazio gestisce il Centro spaziale del Fucino, il più grande teleporto al mondo per usi civili - e tramite Eurospace e partenariati con le agenzie spaziali europee, partecipa a programmi spaziali come: Galileo, di cui dal centro del Fucino ha avuto il compito di gestire le attività di missione, mentre il centro di controllo della costellazione satellitare è gestito da Spaceopal GmbH (con sede legale a Monaco di Baviera, partenariato di Gesellschaft für Raumfahrtanwendungen e Telespazio), a Oberpfaffenhofen, vicino a Monaco di Baviera unitamente al centro del Fucino.
Nell'ambito del programma europeo Copernicus, Telespazio partecipa alla componente italiana COSMO-SkyMed come responsabile della realizzazione e fornitura del segmento di terra civile e militare, oltre che della infrastruttura di controllo della costellazione. Ha realizzato il terzo satellite Sicral e relativo lanciatore, nell'ambito di una cooperazione con Avio e Thales Alenia Space, sia nelle telecomunicazioni con il satellite militare franco-italiano Athena-Fidus, sia nell'osservazione della Terra con i programmi Cosmo-SkyMed, Pleiades e Helios 2. Come primo contraente del Ministero della difesa nazionale della Turchia, ha realizzato Göktürk, satellite di osservazione della Terra, dotato di un sensore ottico ad alta risoluzione con parziale delocalizzazione della produzione nel Paese turco.

## Storia

### Anni sessanta
Telespazio fu costituita il 18 ottobre 1961 per le comunicazioni tramite satelliti artificiali, grazie all'iniziativa della Italcable e della Rai, che permisero all'Italia di non restare esclusa dalla più importante innovazione di settore che andava diffondendosi in Europa. In questo modo, Telespazio fu una delle aziende fondatrici dell'associazione europea Eurospace, formatasi nello stesso anno.
In parallelo a questi dati storici, si può prendere brevemente in considerazione il contesto degli avvenimenti di oltreoceano. Nel 1962 John Fitzgerald Kennedy firmò la legge istitutiva della SATCOM, società statunitense a gestione pubblica, che collaborava a stretto contatto con le principali aziende private del settore.
Già alla fine degli anni cinquanta, il settore delle telecomunicazioni degli Stati Uniti era orientato all'esplorazione dello spazio, e fu questo Paese a effettuare con successo anche i primi lanci di satelliti per le telecomunicazioni.
Il satellite Telstar fu lanciato il 10 luglio 1962 e dopo due giorni effettuò la prima trasmissione di segnale radiotelevisivo fra le due sponde dell'oceano. In Italia il primo satellite per le telecomunicazioni, SIRIO, fu inviato nello spazio nel mese di agosto del 1977.
Un memorandum di Leroy C. Tillotson, ingegnere della società americana di telecomunicazioni AT&T e del centro di ricerca e sviluppo Bell Telephone Laboratories, nell'agosto del 1959 specificava i requisiti progettuali del futuro satellite Telstar, mentre un altro documento della BTL delineava i tratti di un satellite che avrebbe utilizzato un tubo a onda progressiva per generare microonde di elevata potenza in grado di trasmettere a grandi distanze, base per lo sviluppo di un sistema di comunicazioni satellitari statunitense.
Nel 1962 si susseguirono tre leggi del Congresso statunitense che intendeva giocare un ruolo attivo nello sviluppo delle comunicazioni satellitari: Kerr bill (S. 2650, entrata in vigore l'11 gennaio 1962), the administration bill (S. 2814, 27 gennaio 1962), e il Kefauver bill (S. 2890, 26 febbraio 1962). Il Kefauver bill era una norma contro i maggiori monopoli esistenti nei settori dell'economia statunitense, e per il settore delle telecomunicazioni vietava alla società AT&T di progredire autonomamente ed estendere il proprio monopolio dalle comunicazioni terrestri a quelle satellitari. Il 31 agosto 1962 Kennedy firmò il Communications Satellite Act che istituiva la Communications Satellite Corporation (Comsat), società a gestione federale di cui il potere pubblico nominò il primo consiglio di amministrazione. La società sarebbe stata controllata in eguale misura dalle principali aziende statunitensi già operanti nel settore delle telecomunicazioni terrestri e marittime, e da alcuni investitori privati, allo scopo di servire l'amministrazione federale mediante lo sviluppo di una rete commerciale e internazionale di comunicazioni satellitari.
Con la legge presidenziale del 1962, la NASA diveniva proprietaria dei brevetti depositati da AT&T prima del 1961 in materia di tecnologia satellitare, titolare dei successivi, come dei negoziati con le amministrazioni estere, dell'esecuzione dei test e della loro pubblicazione.
Il 10 luglio 1962, AT&T lanciò con successo Telstar, il primo satellite a media altitudine funzionante, ma il Congresso americano non intese sviluppare questa tecnologia per non creare un nuovo monopolio delle comunicazioni satellitari; Early Bird è il nome del primo satellite lanciato con successo nello spazio da COMSAT, nel mese di marzo del 1965.

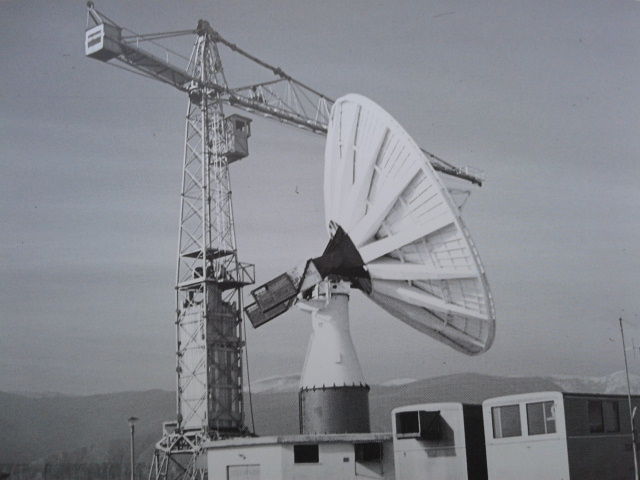
Costruzione nel 1966 della prima grande antenna nella piana del Fucino dopo la fase sperimentale

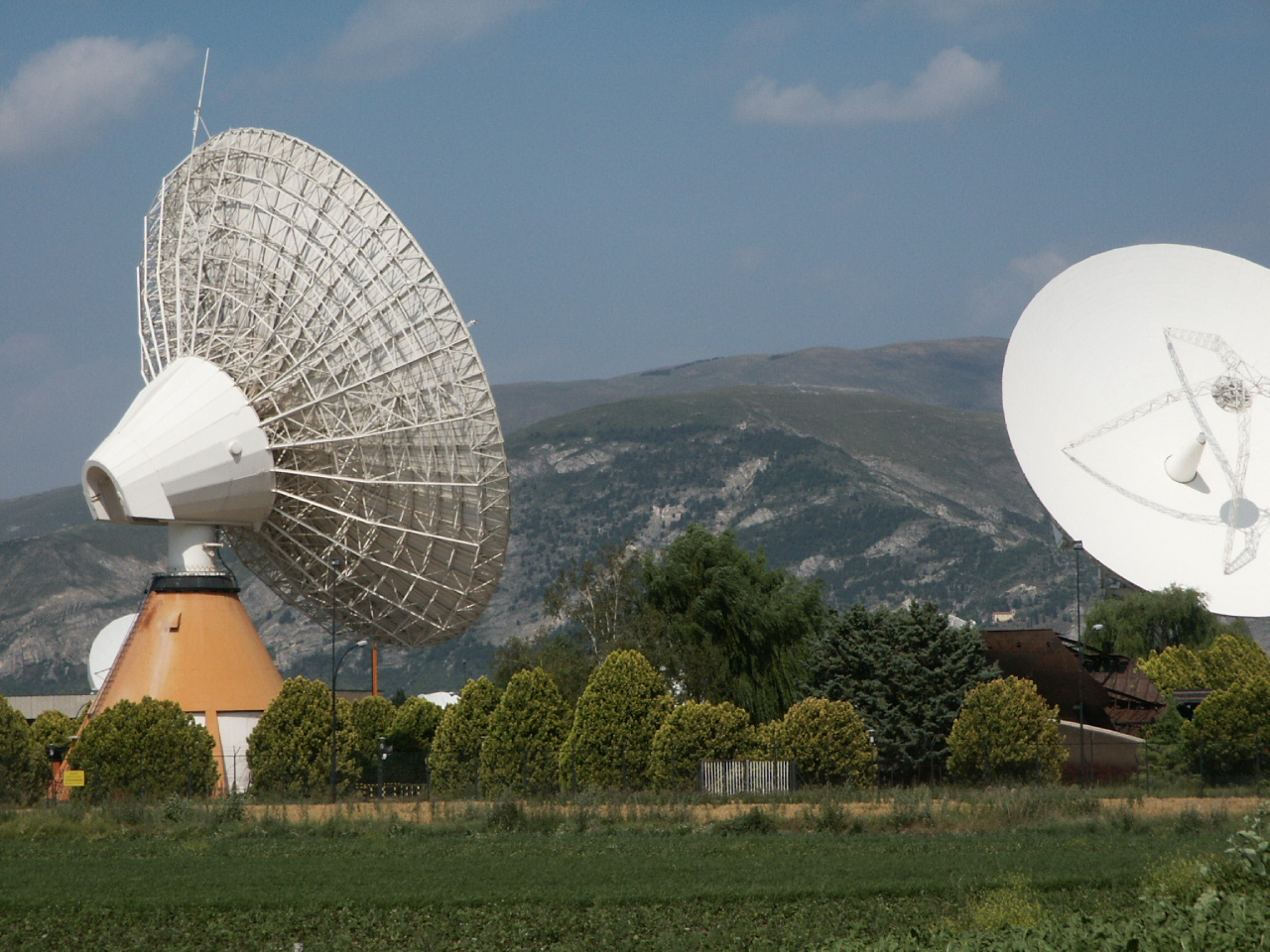
Antenne paraboliche di Telespazio nel Fucino

Una successiva concessione in esclusiva alla Telespazio dei servizi di telecomunicazioni a mezzo di satelliti artificiali da parte del Ministero, datata 12 febbraio 1965, consentì a Telespazio di firmare il 17 febbraio dello stesso anno l'accordo con Intelsat per lo sviluppo commerciale delle comunicazioni via satellite. Il 6 aprile 1965 venne lanciato il primo satellite commerciale per telecomunicazioni, denominato "Early Bird" (Intelsat I) con il quale incominciava il 28 giugno 1965 il servizio commerciale di telefonia e televisione tra la stazione di Andover (ME) negli Stati Uniti e le stazioni di Goonhilly Downs vicino a Helston  (Regno Unito), Pleumeur-Bodou (Francia), Raisting (Germania) e il Centro spaziale del Fucino (Italia).
La stazione terrestre del Fucino, attiva dal 1963, era montata su tre furgoni, quindi trasportabile per l'eventuale necessità di cambiare la dislocazione per evitare interferenze dai ponti radio. La zona prescelta in effetti risultò ottima per la naturale protezione dalle interferenze, essendo la conca del Fucino interamente circondata da gruppi montuosi, tanto che la stazione del Fucino si è consolidata tra le più grandi stazioni al mondo per telecomunicazioni e servizi spaziali, con le sue 170 antenne.
La prima stazione sperimentale del Fucino, progettata con apparati realizzati quasi esclusivamente dall'industria italiana, ebbe l'opportunità di un'esperienza operativa che le consentì di affermarsi sul mercato mondiale di questa nuova tecnologia.
I furgoni della stazione trasportabile sono stati successivamente ospitati nel museo tecnologico di Telespazio in Abruzzo, non distante da una parte del relitto (parte della poppa, elica e timone) della nave Elettra di Guglielmo Marconi.
Il 17 agosto 1967 entrò in servizio sull'area atlantica la prima grande antenna con un diametro di circa 30 metri alla stazione del Fucino. L'inaugurazione ufficiale del centro spaziale abruzzese avvenne il 28 settembre alla presenza del presidente del Consiglio dei ministri Aldo Moro. Seguirono numerose collaborazioni nel campo delle telecomunicazioni satellitari e dei servizi televisivi con enti spaziali internazionali e avviate grazie alla rete nazionale e internazionale dei centri spaziali e dei teleporti.

### Anni settanta e ottanta
Nel 1974, d'intesa con la NASA, entrò nel settore dei servizi di osservazione della Terra per la ricezione dei dati dai satelliti Landsat e, nel 1975, venne attivato un impianto dedicato presso la stazione del Fucino.
Contemporaneamente vennero firmati contratti con il Consiglio Nazionale delle Ricerche (CNR) per la gestione del programma del satellite italiano sperimentale SIRIO per misure di propagazione sulle alte frequenze, cui seguirà, nel 1980, un altro contratto con il CNR per gli studi preliminari sul satellite italiano preoperativo Italsat. Molti altri contratti vennero firmati con vari organismi nazionali e internazionali, in particolare per l'Agenzia spaziale europea (ESA), fino alla partecipazione alla fase di definizione del programma europeo di navigazione satellitare Galileo. Dopo la costituzione di Intelsat, vennero create altre due organizzazioni internazionali per le telecomunicazioni via satellite: l'Eutelsat, il 30 giugno 1977, per la gestione dei satelliti europei di telecomunicazioni e l'Inmarsat, il 16 luglio 1979, per la gestione dei satelliti di telecomunicazioni marittime e aeronautiche. In ambedue queste organizzazioni la Telespazio ha partecipato fin dall'inizio in qualità di firmatario italiano per gli accordi operativi e con la gestione di impianti dedicati. Nel 1977 vennero realizzate altre due stazioni in Italia, a Gera Lario (CO) nel 1977 e a Scanzano nei pressi del lago omonimo (PA) operativa dal 1989. Nel 1983 fu inaugurato il centro di geodesia spaziale vicino a Matera che Telespazio gestisce dopo l'accordo firmato con l'Agenzia Spaziale Italiana (ASI).

### Anni novanta e duemila
Nel 1991 venne lanciata la prima unità di volo Italsat, satellite italiano destinato a integrarsi nella rete telefonica nazionale e a Telespazio venne affidato il controllo in orbita del satellite e la gestione delle stazioni di traffico per Telecom Italia. Sempre nel 1991 entrò in servizio la prima rete chiusa con piccole antenne per un singolo grande utente: il progetto Argo per comunicazioni d'emergenza con antenne fisse e trasportabili per il Dipartimento della protezione civile, concepito e progettato da Telespazio e alla quale sarebbero seguite molte altre reti chiuse per utenti pubblici e privati e gestite da un centro di controllo remoto presso la stazione del Fucino. Dai primi anni duemila il Centro di geodesia spaziale Giuseppe Colombo di Matera ha affiancato alla geodesia spaziale le attività relative ai servizi di telerilevamento.

## Cronologia dell'assetto societario
Dopo la sua costituzione per opera della Italcable e della Rai il 18 ottobre 1961, nel 1963 anche STET entrò a far parte degli azionisti; nel 1964 la Italcable entrò a far parte del gruppo STET, che quindi diventava azionista di maggioranza. Tale assetto restò invariato fino al settembre 1994, quando si concluse l'iter del piano di riassetto delle telecomunicazioni in virtù del quale le società Italcable e Telespazio confluirono in Telecom Italia, unico concessionario per i servizi di telecomunicazioni in Italia. Nel gennaio 1995 si costituì la Nuova Telespazio S.p.A. per scissione della divisione spazio di Telecom Italia, con capitale sociale suddiviso tra Telecom Italia e STET. A seguito della fusione tra STET e Telecom Italia dell'aprile 1997, nell'ottobre dello stesso anno la Nuova Telespazio riprese la vecchia denominazione sociale Telespazio S.p.A., con capitale sociale interamente di Telecom Italia. Alla fine del 2002 la Telespazio è passata dal gruppo Telecom Italia al gruppo Finmeccanica.

## Cronologia dei progetti principali

### Avvio e consolidamento: 1961-1975
- 18 ottobre 1961: in Italia è costituita la società Telespazio, tra la Italcable, la Rai sotto l'egida del Consiglio Nazionale delle Ricerche e del Ministero delle poste e delle telecomunicazioni.
- 11 gennaio 1962: firma del protocollo d'intesa tra Telespazio e NASA per la partecipazione agli esperimenti con i satelliti Telstar e Relay.
- 19 luglio 1962: stipula di una convenzione tra Telespazio e Ministero delle poste e delle telecomunicazioni per la concessione in esclusiva a Telespazio dell'impianto e dell'esercizio dei sistemi sperimentali per telecomunicazioni a mezzo di satelliti artificiali.
- Gennaio 1963: prime ricezioni dal satellite Telstar nelle antenne paraboliche sperimentali del Centro spaziale del Fucino (Ortucchio, AQ), in Abruzzo.
- Marzo 1964: prime trasmissioni televisive dal Centro spaziale del Fucino sul satellite Telstar.
- 10-24 agosto 1964: attraverso il satellite Syncom 3 della NASA, lanciato il 19 agosto 1964, Telespazio riceve al Fucino le prime trasmissioni sperimentali in diretta TV dei Giochi olimpici di Tokyo.
- 12 febbraio 1965: concessione in esclusiva a Telespazio dei servizi di telecomunicazioni a mezzo di satelliti artificiali.
- 17 febbraio 1965: firma dell'accordo speciale Intelsat-Telespazio.
- 28 giugno 1965: inizio del servizio commerciale tra America del Nord ed Europa tramite il satellite Intelsat 1 ("Early Bird"), con partecipazione della stazione terrestre del Fucino.
- 17 agosto 1967: entrata in servizio della prima grande antenna da 30 metri di diametro al Fucino con copertura dell'area atlantica.
- 2 aprile 1968: firma del contratto Intelsat-Telespazio per i primi servizi di telemetria e comando sui satelliti Intelsat.
- 20 luglio 1969: in Europa, la trasmissione in diretta televisiva delle fasi dell'allunaggio fu possibile grazie alle antenne paraboliche del Fucino, all'epoca una delle quattro stazioni europee, con Goonhilly Downs (Regno Unito), Pleumeur-Bodou (Francia) e Raisting (Germania), in grado di ricevere le trasmissioni via satellite da tutto il mondo.
- 29 luglio 1969: grazie a una antenna in banda C da 8 metri di diametro, trasportata via nave a Kampala, Telespazio poté trasmettere, per la prima volta in diretta dall'Africa, le immagini via satellite (Intelsat I) della visita in Uganda di papa Paolo VI.
- 8 luglio 1970: entrata in servizio della seconda grande antenna al Fucino per il servizio sull'area indiana.
- 12 febbraio 1973: entrata in vigore degli accordi definitivi Intelsat.
- 9 maggio 1974: firma del protocollo d'intesa NASA-Telespazio per la ricezione dei dati dai satelliti di osservazione della Terra Landsat.
- 3 ottobre 1974: firma dei contratti CNR-Telespazio per la gestione del programma del satellite italiano sperimentale SIRIO.[41]

### Sviluppo su programmi internazionali: 1975-1994
- 10 marzo 1977: entra in servizio il Centro spaziale del Lario (Gera Lario, CO) in Lombardia.
- 30 dicembre 1980: firma del contratto CNR-Telespazio per gli studi preliminari sul satellite italiano operativo Italsat.
- 1983-1985: Telespazio, su incarico del CNR prima e, successivamente, dell'Agenzia Spaziale Italiana (ASI) realizza e gestisce la stazione di Matera per operazioni di geodesia spaziale.
- 24 marzo 1985: papa Giovanni Paolo II in visita al Centro spaziale del Fucino invia un messaggio di pace a tutti i lavoratori del mondo.
- 1986-1987: Telespazio realizza il Centro spaziale di Scanzano (Scanzano di Piana degli Albanesi, PA), in Sicilia.
- 15 gennaio 1991: lancio del satellite Italsat F1, con controllo in orbita affidato a Telespazio.
- 30 maggio 1991: entrata in servizio del progetto Argo, prima rete chiusa con piccole antenne fisse e trasportabili per comunicazioni d'emergenza, per il Dipartimento della protezione civile, concepito da Telespazio.
- 1993: Telespazio entra a far parte del team industriale del programma Iridium di servizi mobili via satellite, con la responsabilità della realizzazione di un secondo centro di controllo della costellazione di satelliti e di vari servizi di ingegneria.[43]
- 1994: diviene operativo il Centro spaziale di Matera (Basilicata) dedicato alle attività di osservazione della Terra.[41]

### Sviluppo e nuovi assetti proprietari: 1994-2007
- 27-28 settembre 1994: si conclude l'iter, avviato nel giugno 1994 con il piano di riassetto delle telecomunicazioni, in virtù del quale le società Italcable e Telespazio confluiscono nella Telecom Italia, unico concessionario per i servizi di telecomunicazioni in Italia.
- 9 gennaio 1995: conferimento della divisione spazio di Telecom Italia nella Nuova Telespazio S.p.A., con capitale sociale suddiviso tra Telecom Italia e STET.
- 30 aprile 1996: lancio del satellite scientifico italo-olandese Beppo-SAX di cui Telespazio gestisce le operazioni in orbita.
- Ottobre 1997: la Nuova Telespazio riprende la vecchia denominazione sociale Telespazio S.p.A.
- 1999: Telespazio partecipa alla fase di definizione del programma europeo di navigazione satellitare Galileo.[39]
- 7 febbraio 2001: lancio del satellite Sicral 1 riservato alle comunicazioni militari.
- 2002: Telespazio partecipa al programma COSMO-SkyMed per l'osservazione della Terra, finanziato dall'Agenzia Spaziale Italiana, con la responsabilità della realizzazione di tutte le infrastrutture di terra e dello sviluppo e commercializzazione di prodotti e applicazioni innovative.
- Dicembre 2002: Telespazio passa dal gruppo Telecom Italia al gruppo Finmeccanica.
- 25 luglio 2003: Telespazio acquisisce il controllo della società tedesca GAF AG, attiva nel settore dei servizi satellitari di osservazione della Terra.
- Giugno 2005: Telespazio acquisisce il Mars Center di Napoli, primo centro di ricerca italiano nel campo della fisica dei fluidi e negli esperimenti in microgravità, che ha svolto esperimenti scientifici a bordo della Stazione spaziale internazionale e per conto delle principali agenzie spaziali mondiali. Nel 2009 la società fu incorporata nella divisione programmi scientifici di Telespazio.
- Aprile 2007: la Commissione europea approva il trasferimento a Thales delle quote di partecipazione detenute da Alcatel nelle joint venture Alcatel Alenia Space (Thales Alenia Space, 67% Thales, 33% Finmeccanica) e Telespazio (67% Finmeccanica, 33% Thales). Nasce così la nuova Space Alliance tra Thales e Finmeccanica.[41]

### Progetti satellitari: 2007-2019
- 7 giugno 2007: lanciato il primo dei quattro satelliti della costellazione COSMO-SkyMed, sistema duale italiano per l'osservazione della Terra, nato da un accordo tra ASI e Ministero della difesa. Telespazio realizza il segmento di terra del sistema e gestisce la messa in orbita dei satelliti. e-GEOS, società costituita da Telespazio (80%) e ASI (20%), commercializza in tutto il mondo i dati COSMO-SkyMed.
- 27 settembre 2007: presso il Centro spaziale del Fucino è posta la prima pietra del Sistema di posizionamento Galileo. La nuova infrastruttura ospita uno dei due centri di controllo della costellazione e dell'omonima missione.
- 31 ottobre 2007: Telespazio acquista da France Press l'85% di Fileas, operatore di servizi per le telecomunicazioni via satellite.
- 2 aprile 2008: Telespazio acquisisce il 100% della società spagnola Aurensis S.L., specializzata in tecnologie applicate al territorio e nei servizi di osservazione della Terra. Nel settembre dello stesso anno Telespazio acquisisce il 40% della società francese Novacom Services S.A, specializzata in servizi di navigazione e localizzazione.
- 27 aprile 2008: lanciato GIOVE-B, il secondo satellite sperimentale della costellazione Galileo. Il Centro spaziale del Fucino gestisce le operazioni per la messa in orbita e il controllo del satellite.
- 29 ottobre 2008: Telespazio firma un accordo con la società statunitense GeoEye Inc. per commercializzare in Europa e Nordafrica le immagini del satellite GeoEye-1, acquisendo così i diritti di distribuzione delle immagini satellitari.
- 29 dicembre 2008: Telespazio firma un accordo quadro con DRS Technologies, azienda statunitense acquisita da Finmeccanica nell'ottobre 2008, per fornire servizi di telecomunicazioni attraverso i satelliti italiani SICRAL e il proprio teleporto del Fucino.
- 20 aprile 2009: lanciato SICRAL 1B, il secondo satellite per telecomunicazioni sicure della Difesa italiana. Telespazio realizza il segmento di Terra del sistema ed è responsabile dei servizi di lancio, posizionamento e collaudo in orbita del satellite.
- 16 luglio 2009: Telespazio, in qualità di prime contractor, si aggiudica il contratto per la realizzazione, insieme con Thales Alenia Space, del sistema satellitare Göktürk per il Ministero della difesa nazionale turco.
- 25 ottobre 2010: Spaceopal, la società costituita pariteticamente da Telespazio e DLR GfR (azienda dell'Agenzia spaziale tedesca), firma con l'ESA il contratto relativo alle Operazioni per la piena capacità operativa del sistema europeo di navigazione satellitare Galileo.
- 20 dicembre 2010: inaugurato presso il Centro spaziale del Fucino il centro di controllo Galileo, un'infrastruttura di cinquemila metri quadrati che gestisce i satelliti e il segnale del sistema di navigazione satellitare europeo.[44]
- 1º gennaio 2011: Telespazio acquisisce le attività spaziali di due aziende del gruppo Finmeccanica: la britannica VEGA e la genovese Elsag Datamat.[41]
- Ottobre 2011: Telespazio festeggia i 50 anni di attività con la mostra al museo dell'Ara Pacis di Roma dal titolo "Telespazio - 50 Anni di Storia Spaziale"[45] e il volume celebrativo di Giovanni Caprara dal titolo Dallo spazio alla terra: una storia di uomini e tecnologie, edito da Mondadori Electa.[46]
- dicembre 2015: la missione Sentinel-1 viene gestita da Telespazio per l'ESA.[47]
- 6 giugno 2016: gestione del servizio Trimaran2, il sistema di sorveglianza, elaborazione di immagini e telecomunicazioni della Marina militare francese.[48]
- 2017: Thales Alenia Space e Telespazio hanno formato una partnership con Spaceflight Industries con sede a Seattle per creare una costellazione di 60 satelliti per l'osservazione della Terra.[49]
- Settembre 2019: Airbus ha collaborato con Telespazio per commercializzare servizi di telecomunicazioni militari utilizzando i programmati satelliti Syracuse IV.[50]

## Società controllate e partecipate
- in Italia Telespazio controlla e-GEOS (società partecipata al 20% dall'Agenzia Spaziale Italiana).
- in Francia opera con Telespazio France.
- in Germania con Telespazio VEGA Deutschland, GAF (controllata al 100% da e-GEOS), e Spaceopal (una joint venture partecipata al 50% dall'agenzia spaziale tedesca DLR).
- nel Regno Unito con Telespazio VEGA United Kingdom.
- in Spagna con Telespazio Ibérica.
- in Romania con Rartel (una joint venture posseduta al 39% da RADIOCOM, Societatea Naţională de Radiocomunicaţii S.A. controllata dal Ministero delle Comunicazioni e della Società dell'Informazione rumeno).
- in America del Sud con Telespazio Brasil e Telespazio Argentina.[51]